# 畑中大樹
畑中 大樹（はたなか ひろき）は、CBCテレビ報道部の記者。

## 来歴
学生時代にはテレビ朝日アスクに通っていた。
2017年にテレビ北海道に総合職で入社。同局の記者になり、『ゆうがたサテライト〜道新ニュース〜』と『けいナビ〜応援！どさんこ経済〜』に出演した。このうち畑中が『けいナビ』で伝えた内容は、日本経済新聞にも新聞記事向けに再構成した上で掲載された。
後にテレビ北海道を退社し、CBCテレビの記者になる。